# Yekaterina Aleksándrova
Yekaterina Yevguénievna Aleksándrova (en ruso: Екатерина Евгеньевна Александрова; Cheliábinsk; 15 de noviembre de 1994) es una jugadora de tenis profesional rusa con raíces peruanas por la madre de su abuela.
Aleksándrova ha ganado 5 títulos WTA, 3 títulos WTA 125ks y 5 títulos individuales de la ITF en su carrera. En octubre de 2022, logró el hasta la fecha, su mejor ranking profesional, el número 20 mundial.
Aleksándrova logró su primer título WTA en el inicio de la temporada 2020, al levantar el título en Shenzhen derrotando a la kazaja Elena Rybakina.

## Títulos WTA (6; 5+1)

### Inidivual (5)
| Leyenda                                |
| -------------------------------------- |
| Grand Slam (0)                         |
| Juegos Olímpicos (0)                   |
| WTA Finals (0)                         |
| WTA Elite Trophy (0)                   |
| P. Mandatory & Premier 5, WTA 1000 (0) |
| Premier, WTA 500 (1)                   |
| International, WTA 250 (4)             |

| N.º | Fecha                    | Torneo           | Superficie | Oponente en la final | Resultado        |
| 1.  | 11 de enero de 2020      | Shenzhen         | Dura       | Elena Rybakina       | 6-2, 6-4         |
| 2.  | 12 de junio de 2022      | 's-Hertogenbosch | Hierba     | Aryna Sabalenka      | 7-5, 6-0         |
| 3.  | 25 de septiembre de 2022 | Seúl             | Dura       | Jeļena Ostapenko     | 7-6(4), 6-0      |
| 4.  | 18 de junio de 2023      | 's-Hertogenbosch | Hierba     | Veronika Kudermétova | 4-6, 6-4, 7-6(3) |
| 5.  | 2 de febrero de 2025     | Linz             | Dura (i)   | Dayana Yastremska    | 6-2, 3-6, 7-5    |

#### Finalista (4)
| N.º | Fecha                 | Torneo    | Superficie | Oponente en la final | Resultado     |
| 1.  | 14 de octubre de 2018 | Linz      | Dura (i)   | Camila Giorgi        | 3-6, 1-6      |
| 2.  | 24 de octubre de 2021 | Moscú     | Dura (i)   | Anett Kontaveit      | 6-4, 4-6, 5-7 |
| 3.  | 26 de agosto de 2023  | Cleveland | Dura       | Sara Sorribes        | 6-3, 4-6, 4-6 |
| 4.  | 4 de febrero de 2024  | Linz      | Dura (i)   | Jeļena Ostapenko     | 6-2, 6-3      |

### Dobles (1)
| Leyenda                                |
| -------------------------------------- |
| Grand Slam (0)                         |
| Juegos Olímpicos (0)                   |
| WTA Tour Championships (0)             |
| WTA Elite Trophy (0)                   |
| P. Mandatory & Premier 5, WTA 1000 (0) |
| Premier, WTA 500 (0)                   |
| International, WTA 250 (1)             |

| N.º | Fecha                 | Torneo   | Superficie | Pareja         | Oponentes en la final        | Resultado        |
| 1.  | 24 de febrero de 2019 | Budapest | Dura (i)   | Vera Zvonareva | Fanny Stollár Heather Watson | 6-4, 4-6, [10-7] |

#### Finalista (1)
| N.º | Fecha               | Torneo    | Superficie        | Pareja      | Oponentes en la final             | Resultado |
| 1.  | 20 de abril de 2025 | Stuttgart | Tierra batida (i) | Shuai Zhang | Gabriela Dabrowski Erin Routliffe | 3-6, 3-6  |

## Títulos WTA125s

### Individual (3)
| N.º | Fecha                   | Torneo  | Superficie | Oponentes             | Resultado |
| --- | ----------------------- | ------- | ---------- | --------------------- | --------- |
| 1.  | 20 de noviembre de 2016 | Limoges | Dura       | Caroline Garcia       | 6-4, 6-0  |
| 2.  | 11 de noviembre de 2018 | Limoges | Dura       | Evgenia Rodina        | 6-2, 6-2  |
| 3.  | 23 de diciembre de 2019 | Limoges | Dura (i)   | Aliaksandra Sasnovich | 6-1, 6-3  |

## Títulos ITF

### Individual (7)
| Leyenda: Antes de 2016 | Leyenda: A partir de 2017 |
| ---------------------- | ------------------------- |
| Torneos de $100,000    |                           |
| Torneos de $75,000     | Torneos de $80,000        |
| Torneos de $50,000     | Torneos de $60,000        |
| Torneos de $25,000     |                           |
| Torneos de $15,000     | Torneos de $15,000        |
| Torneos de $10,000     | -                         |

| Finals by surface   |
| ------------------- |
| Dura (4-1)          |
| Tierra batida (2-5) |
| Césped (0-0)        |
| Carpet (1-1)        |

| N.º | Fecha                    | Torneo                     | Superficie    | Oponentes        | Resultado        |
| --- | ------------------------ | -------------------------- | ------------- | ---------------- | ---------------- |
| 1.  | 18 de febrero de 2013    | Kreuzlingen, Turquía       | Carpet (i)    | Timea Bacsinszky | 6-4, 6-3         |
| 2.  | 23 de septiembre de 2013 | Praga, República Checa     | Tierra batida | Lenka Juríková   | 6-3, 3-6, 6-2    |
| 3.  | 2 de diciembre de 2013   | Vendryně, República Checa  | Dura (i)      | Kateřina Vaňková | 5-7, 7-6(0), 6-1 |
| 4.  | 28 de abril de 2014      | Wiesbaden, Alemania        | Tierra batida | Tamira Paszek    | 7-6(4), 4-6, 6-3 |
| 5.  | 8 de febrero de 2016     | Trnava, Eslovaquia         | Dura (i)      | Karolína Muchová | 6-1, 6-3         |
| 6.  | 19 de marzo de 2017      | Shenzhen, China            | Dura          | Aryna Sabalenka  | 6-2, 7-5         |
| 7.  | 27 de marzo de 2017      | Croissy-Beaubourg, Francia | Dura (i)      | Richèl Hogenkamp | 6-2, 6-7(3), 6-3 |

#### Finalista (7)
| N.º | Fecha                   | Torneo                   | Superficie    | Oponentes             | Resultado        |
| --- | ----------------------- | ------------------------ | ------------- | --------------------- | ---------------- |
| 1.  | 21 de enero de 2013     | Kaarst, Alemania         | Carpet (i)    | Julia Kimmelmann      | 3-6, 2-6         |
| 2.  | 1 de julio de 2013      | Prerov, República Checa  | Tierra batida | Réka-Luca Jani        | 2-6, 6-7(4)      |
| 3.  | 15 de noviembre de 2014 | Minsk, Bielorrusia       | Dura (i)      | Ana Vrljić            | 6-3, 4-6, 6-7(9) |
| 4.  | 15 de junio de 2015     | Prerov, República Checa  | Tierra batida | Markéta Vondroušová   | 1-6, 4-6         |
| 5.  | 30 de agosto de 2015    | Braunschweig, Alemania   | Tierra batida | Jil Teichmann         | 3-6, 3-6         |
| 6.  | 15 de mayo de 2016      | Gyor, Hungría            | Tierra batida | Tamara Zidanšek       | 4-6, 4-6         |
| 7.  | 17 de julio de 2016     | Olomouc, República Checa | Tierra batida | Yelizaveta Kulichkova | 6-4, 2-6, 1-6    |